# Neanthes indica
Neanthes indica är en ringmaskart som först beskrevs av Johan Gustaf Hjalmar Kinberg 1866.  Neanthes indica ingår i släktet Neanthes och familjen Nereididae. Utöver nominatformen finns också underarten N. i. brunnea.